# John McCluskey, Baron McCluskey
John Herbert McCluskey, Baron McCluskey (QC, Schottland) (* 12. Juni 1929 in Glasgow; † 20. Juli 2017 in Edinburgh) war ein britischer Jurist und Politiker, der zwischen 1974 und 1979 Solicitor General von Schottland war sowie seit 1976 als Life Peer Mitglied des House of Lords.

## Leben
Nach dem Besuch des St Bede’s College in Manchester sowie der Holy Cross Academy in Edinburgh absolvierte McCluskey ein Studium der Rechtswissenschaften an der University of Edinburgh und erwarb dort 1950 zunächst einen Master of Arts (M.A.) sowie 1952 einen Bachelor of Laws (LL.B.).
Er trat nach Beendigung des Studiums und einem anschließenden Militärdienst bei der Royal Air Force in die Staatsanwaltschaft Schottlands (Crown Office and Procurator Fiscal Service) ein, wo er 1955 zunächst Advocate wurde. Nach seiner Ernennung zum Advocate-Depute 1964 vertrat er Anklagen vor dem schottischen Obersten Strafgericht (High Court of Justiciary) und wurde für seine Verdienste 1967 zum Kronanwalt ernannt. Später war er von 1973 bis 1974 Oberster Richter (Principal Sheriff) am Sheriff’s Court für den Gerichtsbezirk Dumfries and Galloway.
1974 wurde McCluskey als Nachfolger von William Stewart zum Solicitor General for Scotland ernannt und war damit bis zu seiner Ablösung durch Nicholas Fairbairn Stellvertreter des Lord Advocate, des Chefjustiziars der schottischen Exekutive.
Durch ein Letters Patent vom 29. September 1976 wurde McCluskey als Life Peer mit dem Titel Baron McCluskey, of Church Hill in District of City of Edinburgh, in den Adelsstand erhoben. Kurz darauf erfolgte seine Einführung (Introduction) als Mitglied des House of Lords. Im Oberhaus gehört er zur Fraktion der Labour Party, wechselte aber später zur Gruppe der sogenannten Crossbencher. Nach der Wahlniederlage der Labour Party bei den Unterhauswahlen am 3. Mai 1979 wurde er Sprecher der oppositionellen Labour-Fraktion für Rechtsangelegenheiten Schottlands.
Im Anschluss fungierte Lord McCluskey zwischen 1984 und 2000 als Senator of the College of Justice und somit als einer der Richter am Obersten Gericht Schottlands. Während dieser Zeit hielt er 1986 im Rahmen der sogenannten Reith Lectures Vorlesungen zu rechtswissenschaftlichen Themen im Radioprogramm von BBC Radio 4 unter dem Titel Law, Justice and Democracy.
Lord McCluskey, der 1989 einen Ehrendoktor der Rechte (Hon. LL.D.) der University of Dundee erhielt, war außerdem von 1997 bis 2004 Vorsitzender des John-Smith-Memorial Trust sowie zugleich zwischen 2000 und 2001 Vorsitzender der Seniorenwohlfahrtsorganisation Age Concern in Schottland. Ferner war er von 1995 bis 2000 Vize-Vorsitzender des Instituts für Menschenrechte der International Bar Association (IBA).

## Veröffentlichungen
- Law, Justice and Democracy (1987)
- Criminal Appeals (1991, 2. Auflage 2000)